# Phù Chẩn
Phù Chẩn là một phường thuộc thành phố Từ Sơn, tỉnh Bắc Ninh, Việt Nam.

## Địa lý
Phường Phù Chẩn nằm ở phía nam thành phố Từ Sơn, có vị trí địa lý:
- Phía đông giáp huyện Tiên Du
- Phía tây giáp phường Đình Bảng và thành phố Hà Nội
- Phía nam giáp thành phố Hà Nội
- Phía bắc giáp phường Đông Ngàn.

Phường có diện tích 5,98 km², dân số năm 2020 là 19.656 người, mật độ dân số đạt 3.287 người/km².

## Lịch sử
Trước đây, Phù Chẩn là một xã thuộc thị xã Từ Sơn.
Ngày 12 tháng 1 năm 2021, Ủy ban Thường vụ Quốc hội ban hành Nghị quyết 1191/NQ-UBTVQH14 về việc thành lập các phường thuộc thị xã Từ Sơn (nghị quyết có hiệu lực từ ngày 1 tháng 2 năm 2021). Theo đó, thành lập phường Phù Chẩn trên cơ sở toàn bộ 5,98 km² diện tích tự nhiên và 19.656 người của xã Phù Chẩn.
Ngày 1 tháng 11 năm 2021, thành lập thành phố Từ Sơn trên cơ sở toàn bộ diện tích và dân số của thị xã Từ Sơn, phường Phù Chẩn thuộc thành phố Từ Sơn như hiện nay.